# Fotodetektor
Fotodetektor är en anordning för att mäta styrkan hos ljus. Fotodetektorerna kan grovt delas in i tre olika kategorier beroende deras funktionssätt: halvledarbaserade fotodetektorer, fotomultiplikatorrör samt bolometrar.
Halvledarbaserade fotodetektorer är i särklass vanligast i vardagsbruk. Exempel är fotodioder som sitter i fotoceller för övervaknings- eller strömbrytarfunktioner, och bildsensorer som används i digital- och videokameror (vanligen av CCD- eller CMOS-typ). Automatiska dörrar styrs ofta av denna teknik.
I ett fotomultiplikatorrör omvandlas det infallande ljuset till fotoelektroner som sedan förstärks i ett högspänningsfält inuti röret. Denna typ av fotodetektor används främst till forskningsändamål.
Bolometrar utnyttjar principen att absorberat ljus åstadkommer en uppvärmning. Genom att mäta temperaturökningen när ljus faller in på bolometern får man ett mått på ljusstyrkan. Bolometriska fotodetektorer används även de främst inom forskning.